# الن فورنی
الن فورنی (انگلیسی: Alan Forney؛ زادهٔ june ۲۸, ۱۹۶۰ (۶۴ سال)) ورزشکار روئینگ اهل ایالات متحده آمریکا است.
وی در مسابقات کشوری و بین‌المللی در مجموع برندهٔ ۱ مدال نقره شده‌است.